# Ponte di corda di Carrick-a-Rede
Il ponte di corda di Carrick-a-Rede (Carrick-a-Rede Rope Bridge in inglese) è un ponte pedonale sospeso in corda che collega un isolotto, Carrick Island, alla terraferma nell'omonimo tratto di costa vicino al villaggio di Ballintoy, nella contea di Antrim, in Irlanda del Nord

## Descrizione
Lungo 20 metri, è fissato alla scogliera a un'altezza di circa 30 metri. Tutta l'area circostante è di grande interesse scientifico per la sua unicità geologica e per le specie animali e vegetali che la abitano.

## Storia
Si pensa che i pescatori di salmoni costruiscano ponti per collegare la terraferma a Carrick Island da oltre 350 anni. Nel corso del tempo il ponte ha assunto diverse forme, e ancora negli anni Settanta del XX secolo era composto da una sola fune a cui aggrapparsi e una passerella composta da poche assi di legno. L'attuale ponte è del 2008, è costato 16.000 sterline, e consente un attraversamento in piena sicurezza. Sebbene nessuno sia mai caduto dal ponte, è capitato che alcuni visitatori non abbiano avuto il coraggio di percorrere il ponte di ritorno dall'isolotto, obbligando alcune imbarcazioni a trasportarli sulla terraferma.

## Pesca
Carrick Island non è più utilizzata per la pesca al salmone, poiché non ne sono rimasti molti nelle acque circostanti. I salmoni attraversano queste acque per risalire i corsi dei fiumi Bann e Bush.

## Geologia
L'isola di Carrick-a-Rede è un classico esempio di collo vulcanico, ovvero un cono vulcanico eroso dall'acqua. La presenza di tufo, cenere vulcanica grigia e bombe vulcaniche testimonia l'estrema potenza dell'eruzione che circa 60 milioni di anni fa ha colpito quest'area, caratterizzata oggi da scogliere di basalto.

## Galleria d'immagini

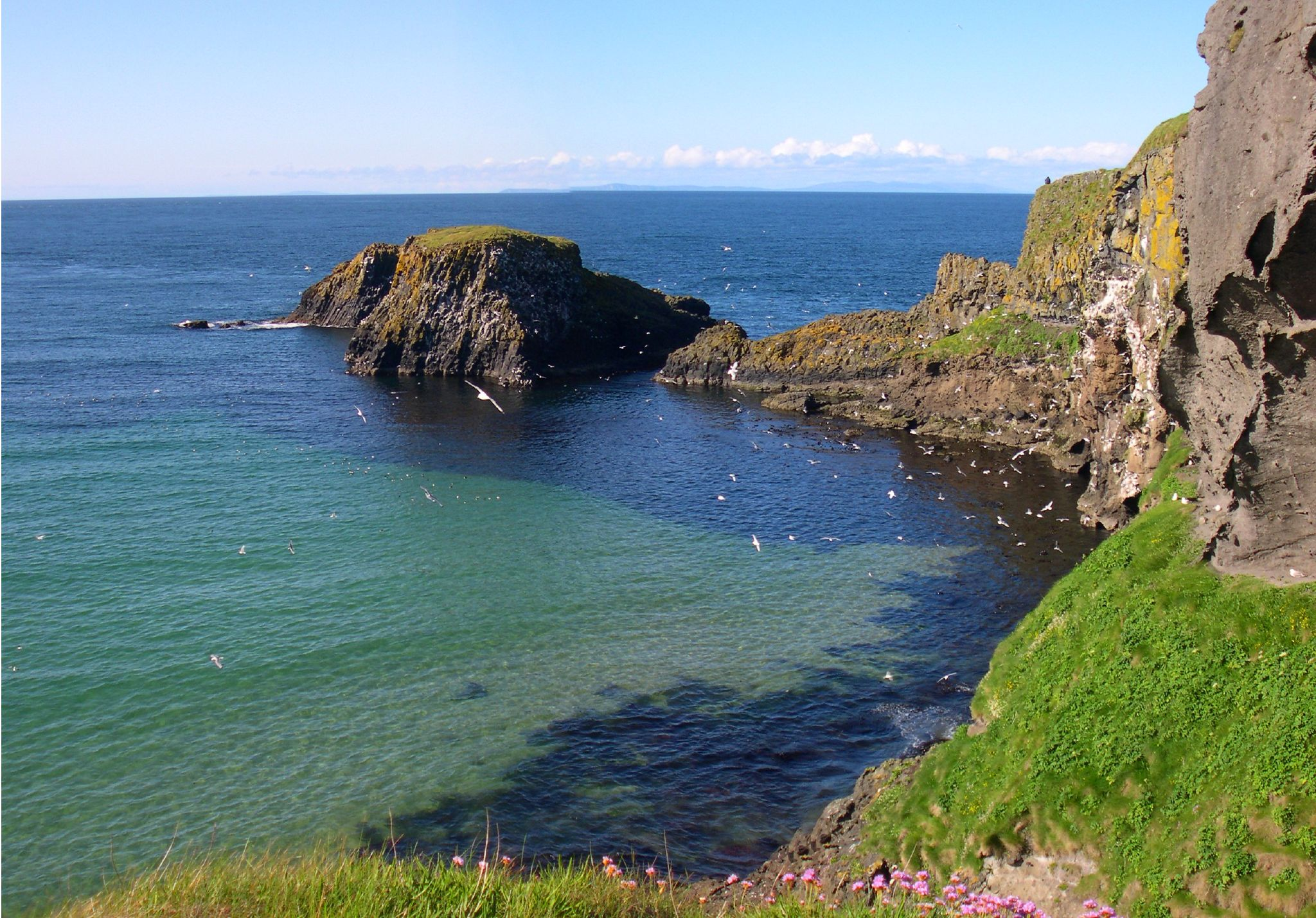
Costa di Carrick-a-Rede
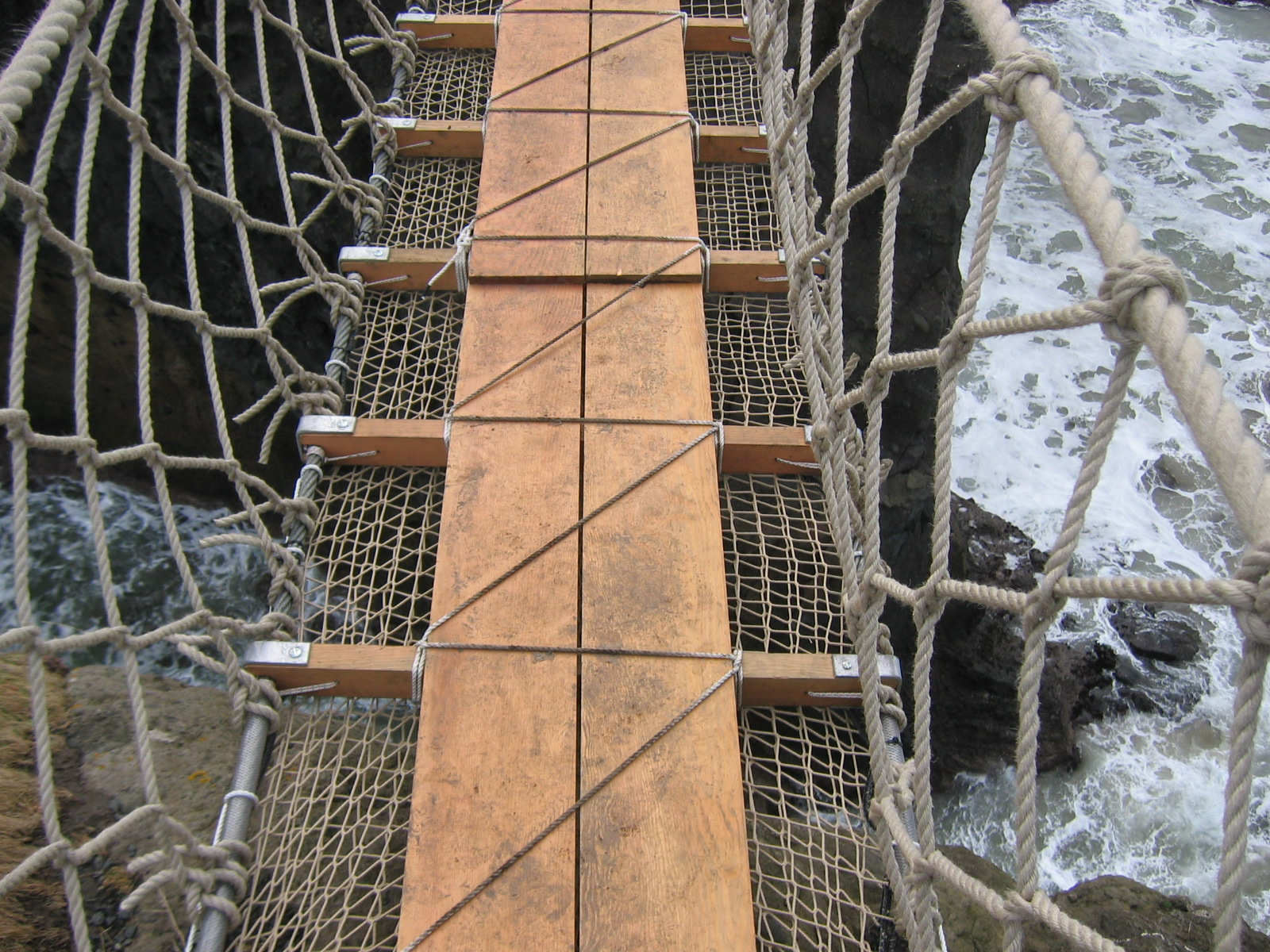
Dettaglio del ponte
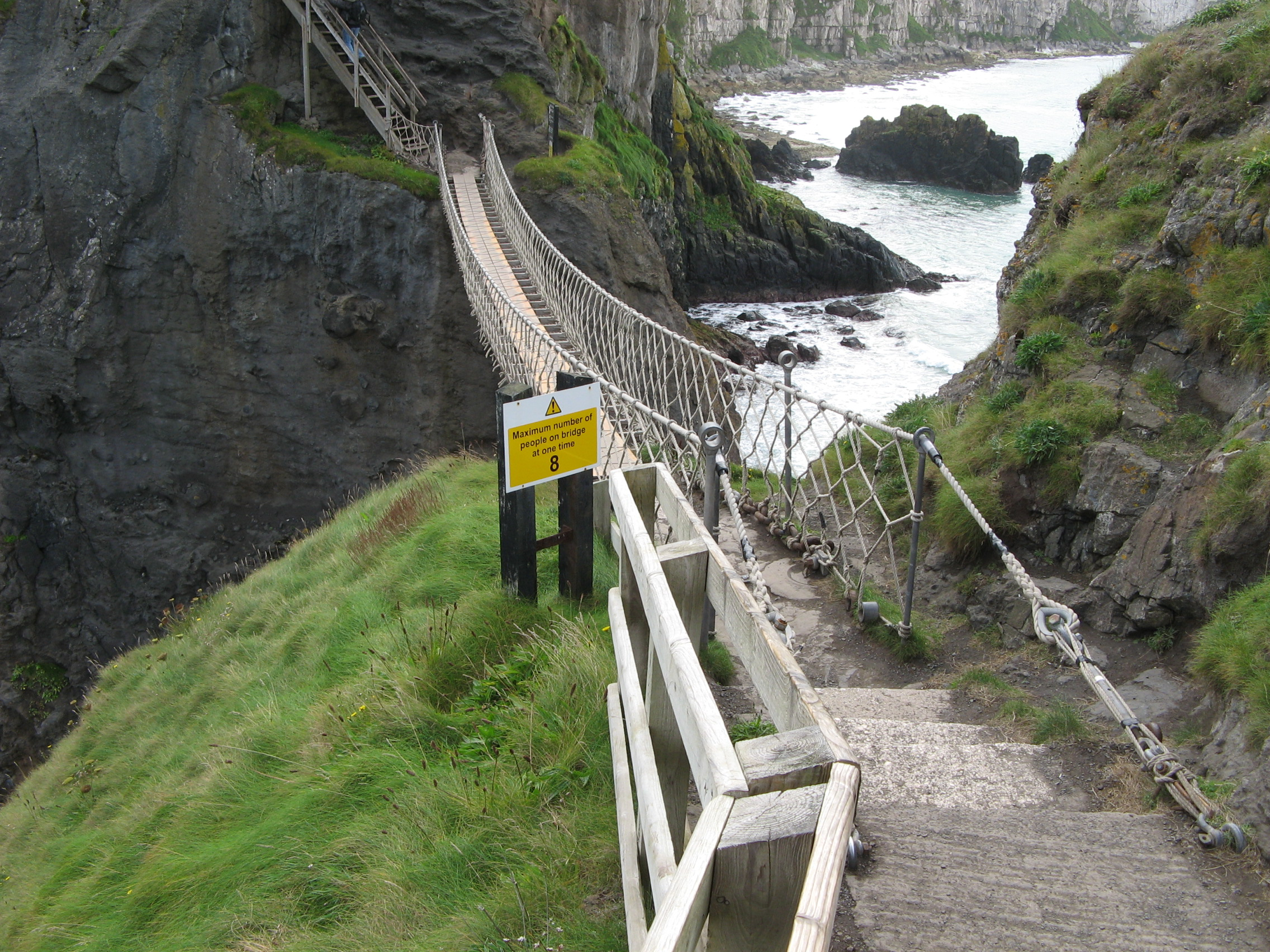
Il ponte nel 2007
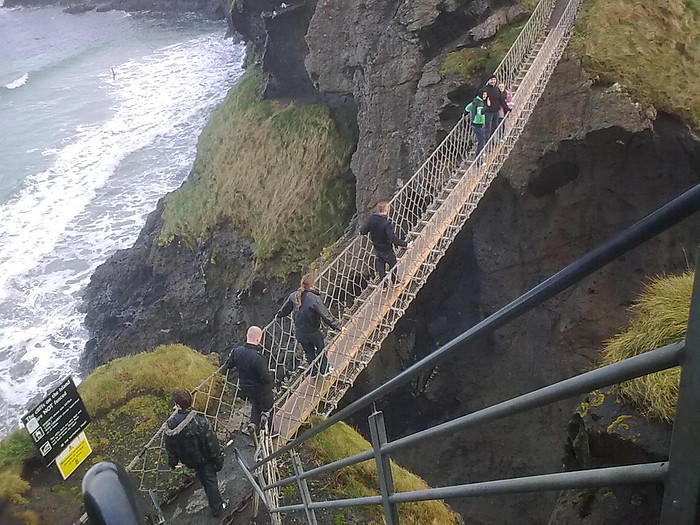
Il ponte durante una traversata nel 2010
Panorama con il ponte e l'isola
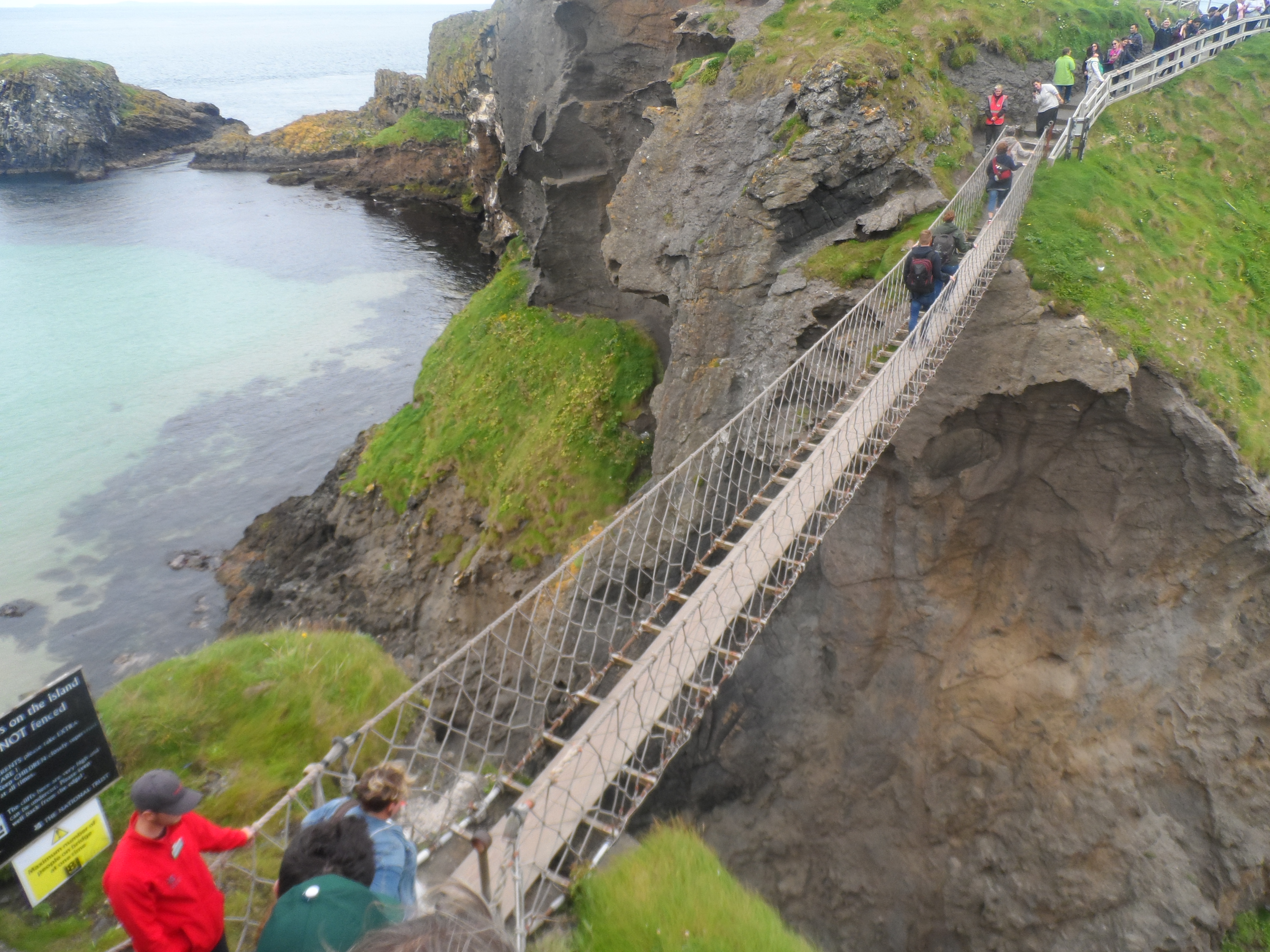
Il ponte nel 2017